# Ubangui-Chari
Ubangui-Chari fou un domini colonial situat al centre d'Àfrica que va ser colònia francesa des del 1894 fins al 1960. En aconseguir l'autonomia el 1958 va adoptar el nom de República Centreafricana. El 1960 va assolir la independència. El nom Ubangui-Chari ve dels rius Ubangui, afluent del riu Congo, i del Chari, que desaigua al llac Txad.
Ubangui-Chari fou colònia del 29 de desembre de 1903 al 30 de juny del 1934, però entre l'11 de febrer de 1906 i el 12 d'abril de 1916 fou també un territori de la colònia de l'Ubangui-Chari-Txad. L'administració de la colònia conjunta i del territori de l'Ubangui-Chari foren la mateixa, ja que el Txad tenia una administració militar fins al 1915 i als pocs mesos es va dissoldre la colònia conjunta per retornar a la de l'Ubangui-Chari.

## Història
La colònia de l'Ubangui-Chari es va formar estrictament el 29 de desembre de 1903, si bé la fusió efectiva de les dues administracions (província de l'Alt Ubangui i regió de l'Alt Chari) no es va completar fins al 1904. La seva duració com a tal fou efímera doncs l'11 de febrer de 1906 es va formar una nova colònia anomenada Ubangui-Chari-Txad, la qual estava dividida en dos territoris, el de l'Ubangui-Chari i el del Txad.
El 15 de gener de 1910 es va formar la colònia (federació de colònies) de l'Àfrica Equatorial Francesa (AEF), formada per les colònies de l'Ubangui-Chari-Txad, Congo Mitjà i Gabon. El 12 d'abril de 1916 la colònia de l'Ubangui-Chari-Txad fou dissolta i es van crear les colònies de l'Ubangui-Chari i de Txad, sempre dins l'Àfrica Equatorial Francesa. El 30 de juny de 1934 Ubangui-Chari esdevenia una regió dins l'AEF reconvertida en territori d'ultramar el 31 de desembre de 1937.
El 16 de juny de 1940 el govern colonial va quedar en mans de les autoritats de Vichy però el 29 d'agost de 1940 els seguidors de De Gaulle van prendre el control. El 27 d'octubre de 1946 Ubangui-Chari esdevenia un Territori Francès d'Ultramar dins l'AEF.

## Governadors

### Governadors delegats
- 1904 - 1905 Alphonse Iaeck (acting)
- 1905 Adolphe Louis Cureau
- 1905 - Victor Emmanuel Merlet
- 1906 Louis Paul Émilien Lamy

### Tinents governadors
- 1906 - 1909 Émile Joseph Merwart
- 1908 Léon Herménégilde Maran (suplent)
- 1909 - 1910 Lucien Louis Fourneau
- 1910 - 1911 Paul Pierre Marie Georges Adam
- 1911 - 1913 Frédéric Estèbe
- 1913 - 1916 Paul Pierre Marie Georges Adam (segona vegada)
- 1916 - 1917 Victor Emmanuel Merlet
- 1916 - 1917 Auguste Lamblin (suplent de Merlet)
- 1917 - 1929 Auguste Lamblin
- 1920 - 1921 Alphonse Diret (suplent)
- 1923 - 1924 Pierre Claude Emmanuel François (suplent)
- 1926 - 1928 Georges David Pierre Marie Prouteaux (suplent)
- 1929 - 1930 Georges David Pierre Marie Prouteaux
- 1930 - 1934 Adolphe Deitte
- 1933 - 1934 Pierre Simon Antonin Bonnefont (suplent)

### Governadors delegats
- 1934 - 1935 Adolphe Deitte
- 1935 - 1936 Richard Edmond Maurice Édouard Brunot
- 1936 Louis de Poyen-Bellisle (suplent)
- 1936 - 1936 Pierre Simon Antonin Bonnefont
- 1936 - 1936 Émile Buhot-Launay (suplent)
- 1936 - 1937 Max de Masson de Saint-Félix

### Governadors
- 1937 - 1939 Max de Masson de Saint-Félix
- 1939 - 1941 Pierre de Saint-Mart

### Caps de territori
- 1941 - 1942 Pierre de Saint-Mart
- 1942 André Jean Gaston Latrille
- 1942 - 1946 Henri Camille Sautot
- 1946 - 1948 Jean Victor Louis Joseph Chalvet
- 1946 Henri Lacour (suplent)
- 1948 Jean Mauberna
- 1948 - 1949 Auguste Léon Valentin Éven
- 1949 - 1950 Pierre Jean Marie Delteil
- 1950 - 1950 Auguste Léon Valentin Éven (segona vegada)
- 1950 - 1951 Ignace Jean Aristide Colombani
- 1951 - 1951 Pierre Jean Raynier
- 1951 - 1954 Aimé Marius Louis Grimald
- 954 - 1958 Louis Marius Pascal Sanmarco
- 1958 - 1959 Paul Camille Bordier

### Alt comissionat
- 1959 - 1960 Paul Camille Bordier